# Thika
Thika este un oraș din Kenya.